# Hybosoroides alluaudi
Hybosoroides alluaudi är en skalbaggsart som beskrevs av Eugène Benderitter 1914. 
Hybosoroides alluaudi ingår i släktet Hybosoroides och familjen Hybosoridae. Inga underarter finns listade i Catalogue of Life.